# Вюртемберг (графство)

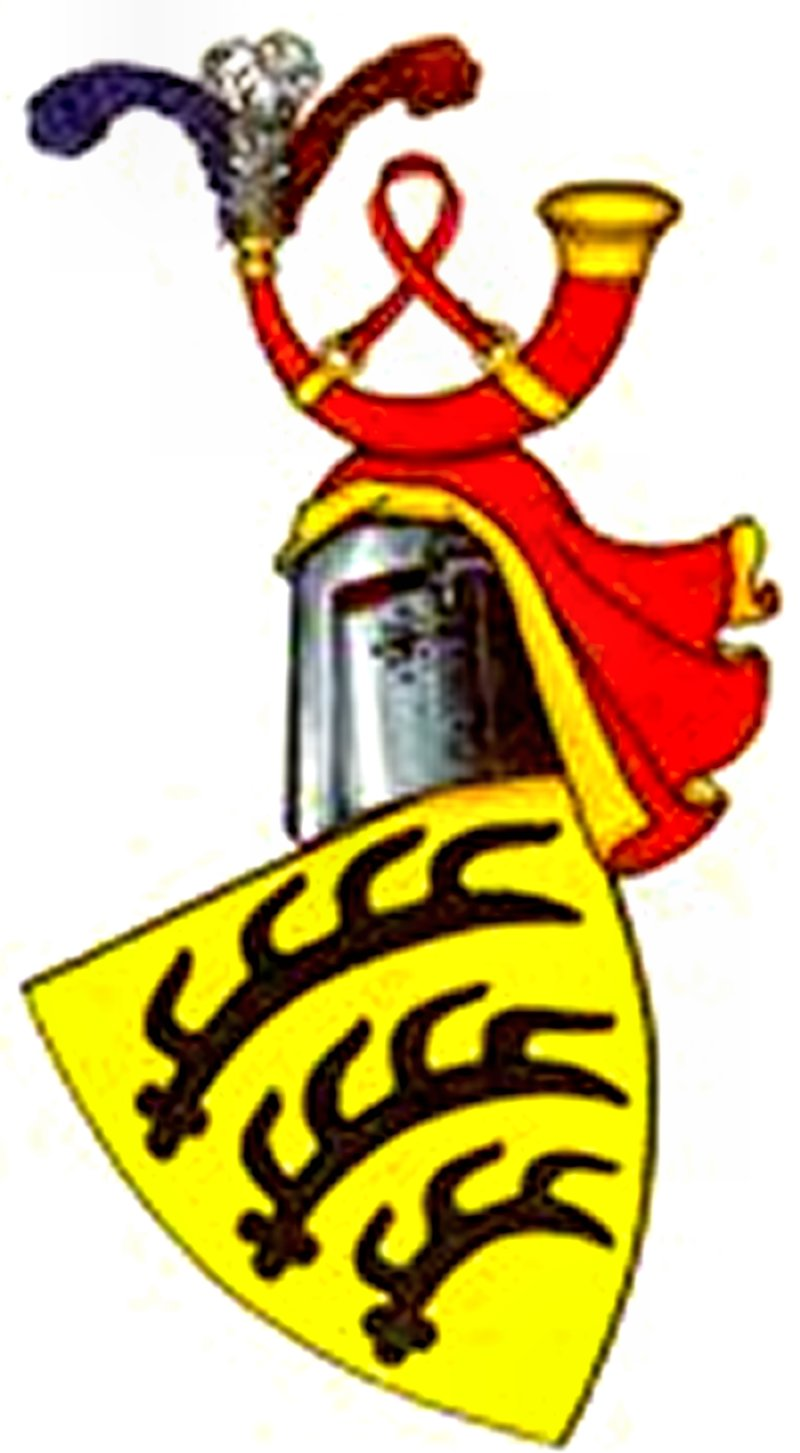
Герб графов Вюртемберга.

Графство Вюртемберг (нем. Grafschaft Württemberg) — Феодальная монархия и историческая территория, которая сформировалась внутри герцогства Швабия и с XI века принадлежала роду Вирдеберхов (Виртембергов) то есть Вюртембергскому дому. 
Столицей Вюртембергского графства, с 1321 года, был Штутгарт. С XII века до 1495 года графство было в составе Германо-римской империи. В 1495 году стал герцогством, в 1803 году курфюршеством а в 1805 году королевством. После распада Германо-римской империи в 1806 году, королевство Вюртемберг стало частью Рейнского союза.

## Этимология
Это графство было названо в честь холма с одноименным названием в графстве Унтертюркхайм в Ротенберге, Штутгарт, на котором до 1819 года стоял замок Виртемберг. Примерно до 1350 года графство упоминалось только под названием «Виртенберг».

## История
Вюртембергский дом впервые появился в конце XI века. Первым членом семьи, упомянутым в записях, был Конрад I в 1081 году, который, как считается, построил родовой замок. Вюртемберг стал графством в XII веке. В другом источнике указано что достоверные сведения о родословной графов Вюртембергских начинаются с Ульрих I правивший в 1241 — 1265 годы. Он владел большими владениями в долине реи Неккар.
К середине XIII века из-за борьбы с папами власть Гогенштауфенов над Священной Римской империей в целом и герцогством Швабия в частности ослабела. В попытках отвоевать итальянские владения погибли потомки Фридриха II. Это позволило Вюртембергу расширить свою территорию, включив значительную часть герцогства в свой состав. Штутгарт (который впоследствии стал его столицей) был включен в состав графства в результате брака между Ульрихом I и Мехтильдой Баденской в 1251 году.
Граф Вюртемберга Эберхард I правивший в 1279—1325 годы был уже настолько силен, что враждовал с императорами (Рудольфом I, Альбрехтом I и Генрихом VII). Но при Генрихе VII он вынужден был бежать и чуть не лишился родовых владений, которые однако, еще более  расширил.
Территория Вюртемберга расширилась ещё больше под властью Ульриха III, Эберхарда II и Эберхарда III. При Эберхарде III Вюртемберг присоединил графство Монбельяр (нем. Mömpelgard) через помолвку своего сына Эберхарда IV с Генриеттой, графиней Монбельяра, в 1397 году.
В 1442 году между Ульрихом V и его братом Людвигом I был подписан Нюртингенский договор. В результате Вюртемберг был разделен на две части. Ульрих получил район Штутгарта (Вюртемберг-Штутгарт), включая города Бад-Каннштатт, Геппинген, Марбах-на-Неккаре, Нойффен, Нюртинген, Шорндорф и Вайблинген. Людвиг получил район Бад-Урах (Вюртемберг-Урах), включающий города Балинген, Кальв, Херренберг, Мюнзинген, Тутлинген и Тюбинген. Этот раздел произошел до того как после смерти Генриетты в 1444 году произошло присоединение графства Монбельяр.
В результате Мюнзингенского договора 1482 года и Эсслингенского договора 1492 года графу Эберхарду V удалось восстановить единство Вюртембергом и в 1495 году он получил титул герцога. Бездетный Эберхард стал единственным правителем этого воссоединенного государства. Правящий граф Эберхард VI из Вюртемберг-Штутгарта был назначен его преемником и должен был управлять совместно с советом из двенадцати «почётных людей», представителей двух стран (лордов и общин).
В 1495 году на имперском рейхстаге в Вормсе, созванным императором Максимилианом I, графство стало герцогством Вюртемберг.